# Рогожкина, Наталья Сергеевна
Ната́лья Серге́евна Рого́жкина (род. 21 октября 1974, Москва) — российская актриса театра и кино, заслуженная артистка РФ (2006).

## Биография
Родилась 21 октября 1974 года в Москве. Её отец, общественный деятель Сергей Рогожкин, работал в Болгарии, поэтому свои детские годы она провела в этой стране.
Готовилась поступать в медицинский институт, но в последний момент решилась поступить в театральный. Её приняли в Школу-студия МХАТ, курсом руководила А. Б. Покровская. По окончании института стала работать в МХТ в спектаклях «Маленькие трагедии», «Платонов», «Профессия миссис Уоррен», «Привидения», «Моя дорогая Матильда», «Ундина», «Самое главное» и «Девушки Битлов».
С 1998 года снималась в кино и сериалах («Каменская», «Марш Турецкого», «Инструктор»).
В 2008 году снялась в фильме режиссёра Дуни Смирновой «Отцы и дети», экранизации романа Тургенева, в роли Анны Одинцовой.

## Личная жизнь
Была замужем за Андреем Паниным, сыновья Александр и Пётр.

## Признание и награды
- 2004 год — лауреат премии «Чайка» за роль Елены Тальберг в спектакле «Белая гвардия»[5].
- 2006 год — присвоено звание заслуженной артистки РФ — за заслуги в области искусства[2].
- 2025 год — орден «За заслуги в культуре и искусстве» — за вклад в развитие отечественной культуры и искусства, многолетнюю плодотворную деятельность[6].

## Творчество

### Роли в театре
- «Маленькие трагедии» — донна Анна
- «Платонов» — Саша
- «Профессия миссис Уоррен» — Виви
- «Привидения» — Регина
- «Ундина» — Ундина
- «Самое главное» — Поппея
- «Девушки Битлов» — Мишель
- «Татуированная роза» — Роза дела Роза
- «Лёгкий привкус измены» — Катя
- «Белая гвардия» — Елена Тальберг
- «Иванов» — Анна Петровна (Сарра)
- «Моя дорогая Матильда» — Хлоя
- «Дуэль» — Надежда Фёдоровна
- «Пролётный гусь»
- «Дом» — Ветрова
- «Весёлые времена» — Свана
- «Офелия боится воды» — Лора

### Роли в кино
| Год       |   | Название                                      | Роль                                                                          |
| --------- | - | --------------------------------------------- | ----------------------------------------------------------------------------- |
| 1998      | ф | Стрингер                                      | Рыжая                                                                         |
| 1999      | с | Чехов и Ко                                    | дочь Кондрашкина                                                              |
| 1999      | с | Каменская                                     | Даша, жена брата Каменской                                                    |
| 2000      | ф | 24 часа                                       | Люся                                                                          |
| 2001      | с | Дальнобойщики                                 | Ольга                                                                         |
| 2002      | с | Каменская 2                                   | Даша                                                                          |
| 2002      | с | Марш Турецкого 3                              | Ксения                                                                        |
| 2002      | ф | Одиночество крови                             | девушка на льду                                                               |
| 2003      | с | Инструктор                                    | Лиля                                                                          |
| 2003      | с | Пан или пропал                                | Агнешка, юная знакомая Алиции                                                 |
| 2003      | с | Сыщики 2                                      | Нелли                                                                         |
| 2004      | ф | Операция «Эники-Беники»                       | Наталья Ромашко                                                               |
| 2004      | с | Полный вперёд!                                | Ирина Свечкина                                                                |
| 2004      | с | Даша Васильева. Любительница частного сыска 2 | Ангелина Страшная                                                             |
| 2005      | ф | Виртуальный роман                             | Александра                                                                    |
| 2005      | с | МУР есть МУР 2                                | Матильда Генриховна                                                           |
| 2005      | ф | Самая красивая                                | Алиса                                                                         |
| 2005      | с | Умножающий печаль                             | Лора Теслимовка                                                               |
| 2006      | ф | Жена Сталина                                  | Ольга Аллилуева                                                               |
| 2006      | ф | Счастье по рецепту                            | Люба Махонина                                                                 |
| 2006      | с | Сыщики 5                                      | Наталья Савельева                                                             |
| 2007      | ф | Внук космонавта                               | Грета, бывшая подружка художника                                              |
| 2007      | с | Оплачено смертью                              | Марина Озёрская                                                               |
| 2008      | ф | Отцы и дети                                   | Анна Сергеевна Одинцова                                                       |
| 2009      | ф | Желание                                       | Катя                                                                          |
| 2010      | с | Доктор Тырса                                  | Наташа Тырса                                                                  |
| 2010      | с | Журов 2                                       | Дина Булатникова                                                              |
| 2011      | с | Группа счастья                                | Света                                                                         |
| 2012      | ф | Во саду ли, в огороде                         | Валентина Петровна Савельева                                                  |
| 2012      | ф | Четверг, 12-e                                 | Стелла, подруга Юли                                                           |
| 2012      | с | Без свидетелей                                | Юлия, адвокат                                                                 |
| 2013      | с | Парфюмерша                                    | Нина Аверьянова                                                               |
| 2014      | с | Нянька                                        | Шереметова                                                                    |
| 2014      | с | Обнимая небо                                  | Лена Нагибина                                                                 |
| 2014      | с | Чужой среди своих                             | Вика                                                                          |
| 2014      | с | Бегущая от любви                              | Жанна                                                                         |
| 2015      | с | Тайны города Эн                               | Нина, травница                                                                |
| 2016      | ф | Шоколадная фабрика                            | директор фабрики                                                              |
| 2017      | с | Спящие                                        | Кира Журавлёва                                                                |
| 2017      | с | Серебряный бор                                | Нина Андреевна Воробьёва, мать Екатерины и Александра                         |
| 2017      | с | Доктор Рихтер                                 | жена Шевцова                                                                  |
| 2018—2021 | с | Бывшие                                        | Ирина Михайловна Миронова, мать Яны                                           |
| 2018      | с | Большая игра                                  | Елена Владимировна Лосева, сотрудник Министерства футбольной федерации России |
| 2019      | с | Шторм                                         | Ольга Крюкова                                                                 |
| 2021      | с | Вертинский                                    | Мира Григорьевна                                                              |
| 2021      | с | Седьмая симфония                              | Надежда Бронникова, пианистка                                                 |
| 2022      | ф | Бывшие. Happy End                             | Ирина Михайловна Миронова, мать Яны                                           |
| 2023      | с | Содержанки (четвёртый сезон)                  | мэр                                                                           |
| 2023      | с | Секс. До и после                              | жена (шестая серия)                                                           |
| 2024      | ф | Холоп 2                                       | Татьяна Васильевна Новикова (мама Кати, крупный государственный чиновник)     |
| 2024      | с | Точка ноль                                    | Татьяна                                                                       |
| 2025      | с | Приход (в производстве)                       | снималась                                                                     |